# Ворьема (мыс)
Ворьема — мыс на крайнем северо-западе побережья Мурманской области в России, находится в южной части залива Варангер-Фьорд Баренцева моря.
Мыс является крайней западной точкой российского побережья Северного Ледовитого океана. Расположен с востока при входе в губы Ворьема, западный мыс которой находится на территории Норвегии.
Мыс гористый, сложен из гранита и гнейса, берега стремительно обрываются к морю. Максимальная высота составляет 48 метров. На побережье мыса распространён один из подвидов краба камчатского.